# Kişiye Özel
Kişiye Özel è il quinto album di Emre Altuğ, pubblicato il giugno 2007.

## Tracce
Testi dello stesso Emre Altuğ, Mustafa Ceceli e Yalçın Akyıldız (eccetto dove indicato), così come le musiche
1. Kapış Kapış – 4:38 (testo: Emre Altuğ – musica: Emre Altuğ)
2. Kişiye Özel – 4:06 (testo: Emre Altuğ – musica: Emre Altuğ)
3. Neyleyim – 4:45 (testo: Yalçın Akyıldız – musica: Emre Altuğ)
4. Sevişme Onlarla – 4:02 (testo: Emre Altuğ – musica: Emre Altuğ)
5. Hoşgeldin – 3:36 (testo: Emre Altuğ – musica: Emre Altuğ)
6. Ortam İnsanı – 4:01 (testo: Emre Altuğ, Mustafa Ceceli – musica: Emre Altuğ)
7. Seni Kaybettim – 4:00 (testo: Emre Altuğ – musica: Emre Altuğ)
8. Şans – 4:42 (testo: Emre Altuğ – musica: Levent Yüksel)
9. Senin Tenin Senin Kokun – 3:39 (testo: Mustafa Ceceli – musica: Emre Altuğ)
10. Şenlik Tadında – 3:06 (testo: Emre Altuğ – musica: Emre Altuğ)